# Horaieț, Iavoriv
Horaieț (în ucraineană Гораєць) este un sat în comuna Verbleanî din raionul Iavoriv, regiunea Liov, Ucraina.

## Demografie
Componența lingvistică a localității Horaieț
     Ucraineană (100%)
Conform recensământului din 2001, toată populația localității Horaieț era vorbitoare de ucraineană (100%).